# Vårtbjörksdvärgmal
Vårtbjörksdvärgmal (Ectoedemia occultella) är en fjärilsart som först beskrevs av Carl von Linné 1767.  Vårtbjörksdvärgmal ingår i släktet Ectoedemia, och familjen dvärgmalar. Arten är reproducerande i Sverige.

## Bildgalleri

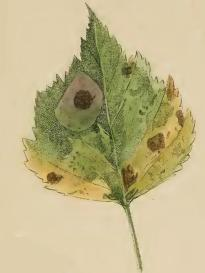
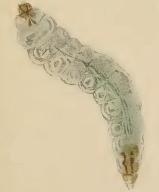